# つばくん
つばくんとは、2024年5月にから活動しているYoutuber。
つばくんの活動は、ゲーム実況や、日常の生活を動画にしている。
Vtuberイラストを作成し、視聴者から今後の活動に期待されている人である。
最近ではtiktokでも活動していることがある。
特に編集では人気を集めている。

YouTube
つばくん/tsubakun
tiktok